# موريس ليفي
موريس ليفي (بالفرنسية: Maurice Lévy) (18 فبراير 1942، وجدة بالمغرب) رجل أعمال فرنسي يهودي من أصل مغربي، عضو المجلس المؤسس للمنتدى الاقتصادي العالمي ورئيس مجلس إدارة مجموعة بوبليسيس الإعلانية، التي تعتبر أقوى شركة إعلانية في الشرق الأوسط وثالث أكبر مجموعة إعلامية في العالم، حيث تمتلك شركتي ساتشي آند ساتشي وليو بورنيت بالإضافة لشركة ستاركوم. وقد مول سنة 2008، الاحتفال بالذكرى الستين لتأسيس إسرائيل في «تروكاديرو» في قلب مدينة باريس. يعتبر ليفي من أقوى الرجال في فرنسا من حيث التأثير وفي ميدان الإشهار في العالم كله.